# Arthur Nazarian
Pour les articles homonymes, voir Nazarian.
Arthur Nazarian, né en 1951 à Beyrouth, est un homme politique libanais d’origine arménienne.

## Biographie
Candidat du parti Tashnag, Arthur Nazarian est membre de l'Union Générale Arménienne de Bienfaisance, il est nommé en 1998 ministre du Tourisme et ministre de l’Environnement au sein du gouvernement de Salim El-Hoss.
Il se présente en septembre 2000 aux élections législatives, pour le siège arménien-orthodoxe à Beyrouth, sur la liste du Premier ministre, mais est sévèrement battu par les candidats soutenus par Rafiq Hariri.
Il se présente aux élections législatives de 2009 et est élu - faute de concurrents - député de la deuxième circonscription de Beyrouth.
En février 2014, il devient ministre l'Énergie et des Ressources hydrauliques au sein du gouvernement de Tammam Salam.